# Henry Johnson (soldado de la Primera Guerra Mundial)
William Henry Johnson (15 de julio de 1892 - 1 de julio de 1929), conocido comúnmente como Henry Johnson,  fue un soldado del ejército de los Estados Unidos que actuó heroicamente en la primera unidad afroamericana del ejército de los Estados Unidos en combatir en la Primera Guerra Mundial. De guardia en el bosque de Argonne el 14 de mayo de 1918, luchó contra una incursión alemana en combate cuerpo a cuerpo, matando a varios soldados alemanes y rescatando a un compañero mientras experimentaba 21 heridas, en una acción que trajo consigo la atención de su país por la cobertura en el New York World y The Saturday Evening Post más tarde, ese mismo año. El 2 de junio de 2015, el presidente Barack Obama le otorgó la Medalla de Honor en una ceremonia póstuma en la Casa Blanca .
En 1918, el racismo contra los afroamericanos era común entre los soldados blancos en el ejército estadounidense, pero los franceses diferían. Johnson fue reconocido por los franceses con una Croix de guerre con estrella y palma de bronce, y fue el primer soldado estadounidense en la Primera Guerra Mundial en recibir ese honor.
Johnson murió pobre y en la oscuridad en 1929. A partir de 1919, la historia de Henry Johnson ha sido parte de una consideración más amplia del tratamiento de los afroamericanos en la Gran Guerra. [cita requerida]   Hubo una larga lucha para conseguir premios para él de parte del ejército de los Estados Unidos. Finalmente fue galardonado con el Corazón Púrpura en 1996. En 2002, el ejército estadounidense le otorgó la Cruz de Servicio Distinguido . Los esfuerzos anteriores para obtener la Medalla de Honor fracasaron, pero en 2015 fue honrado póstumamente con el premio.

## Primeros años y educación
Johnson dijo que nació en Winston-Salem, Carolina del Norte, el 15 de julio de 1892, cuando se inscribió para la Primera Guerra Mundial, pero usó otras fechas en otros documentos, por lo que es probable que no conociera la fecha exacta de su nacimiento. Se mudó a Albany, Nueva York cuando era adolescente. Trabajó como carguero en la Albany Union Station en Broadway.

## Carrera militar

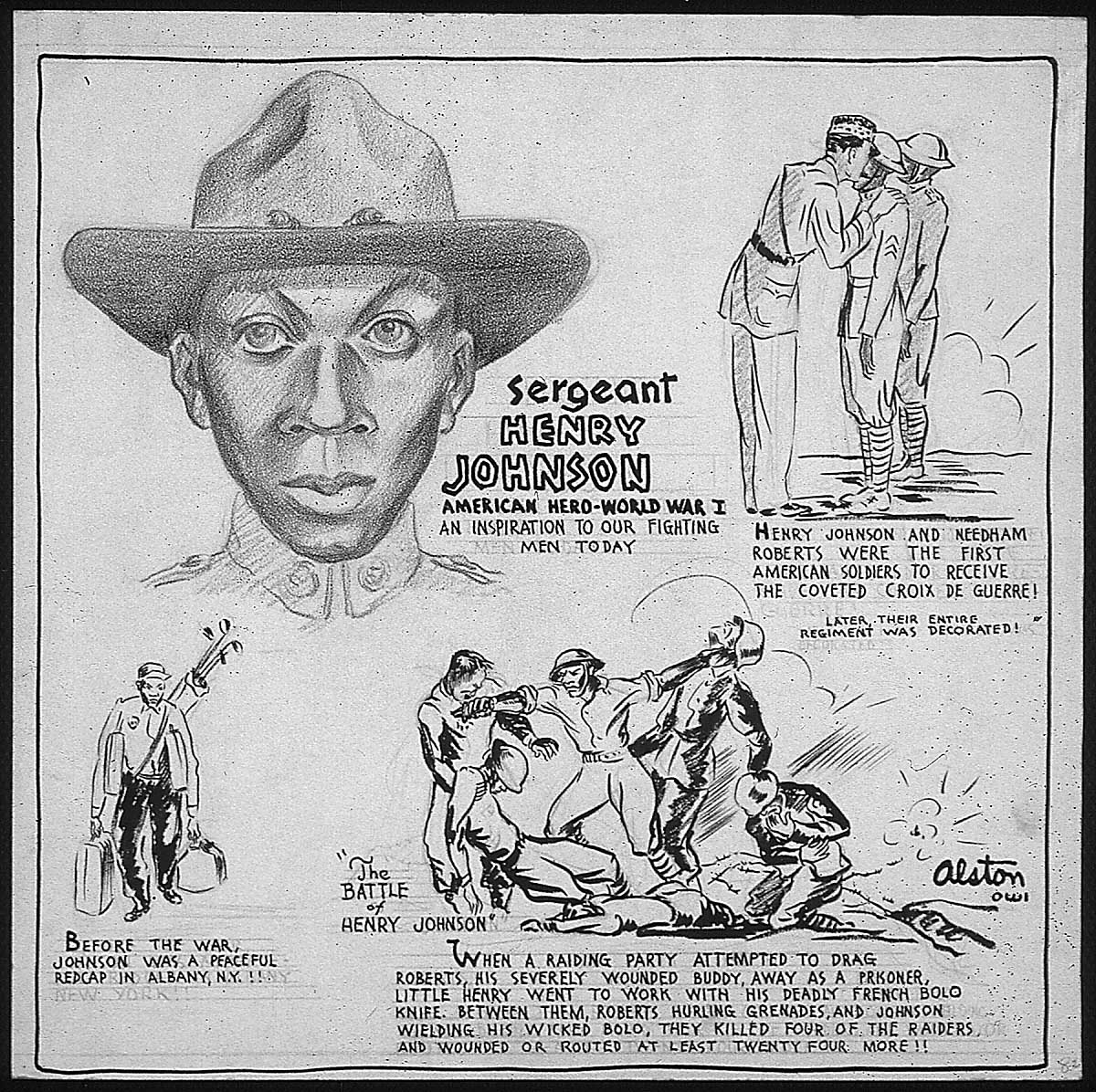
Caricatura biográfica de Henry Johnson por Charles Alston, 1943

Johnson se alistó en las Fuerzas Armadas de los Estados Unidos el 5 de junio de 1917, uniéndose al 15.º Regimiento de Infantería de la Guardia Nacional de Nueva York negra, que cuando se unió al servicio federal fue renombrado como el 369.º Regimiento de Infantería con sede en Harlem.

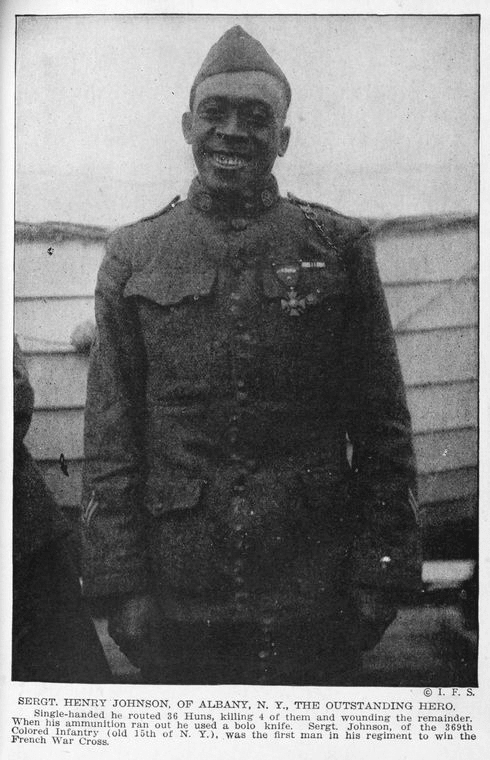
Johnson en 1919 portando su Croix de Guerre.

La 369.ª Infantería se unió a la 185.ª Brigada Infantería a su llegada a Francia, pero la unidad fue relegada a tareas de servicio en lugar hacer entrenamiento de combate. La 185.ª Brigada de Infantería fue asignada a su vez el 5 de enero de 1918 a la 93.ª División de Infantería.
Aunque el general John J. Pershing deseaba mantener al Ejército de los EE. UU. autónomo, "prestó" la 369.ª a la 161.ª División del Ejército francés. Supuestamente, la razón no declarada y no oficial por la que estaba dispuesto a separar a los regimientos afroamericanos del comando de los Estados Unidos era que los soldados estadounidenses blancos se negaron a luchar junto a las tropas negras. Estos regimientos sufrieron un hostigamiento considerable por parte de soldados blancos de los EE. UU. e incluso una degradación por parte del cuartel general de la Fuerza Expedicionaria Estadounidense, que llegó a liberar el notorio folleto Información secreta sobre las tropas estadounidenses negras, que "advirtió" a las autoridades civiles francesas sobre la supuesta naturaleza inferior y las supuestas tendencias de las tropas afroamericanas a cometer agresiones sexuales. Johnson llegó a Francia el día de Año Nuevo de 1918.

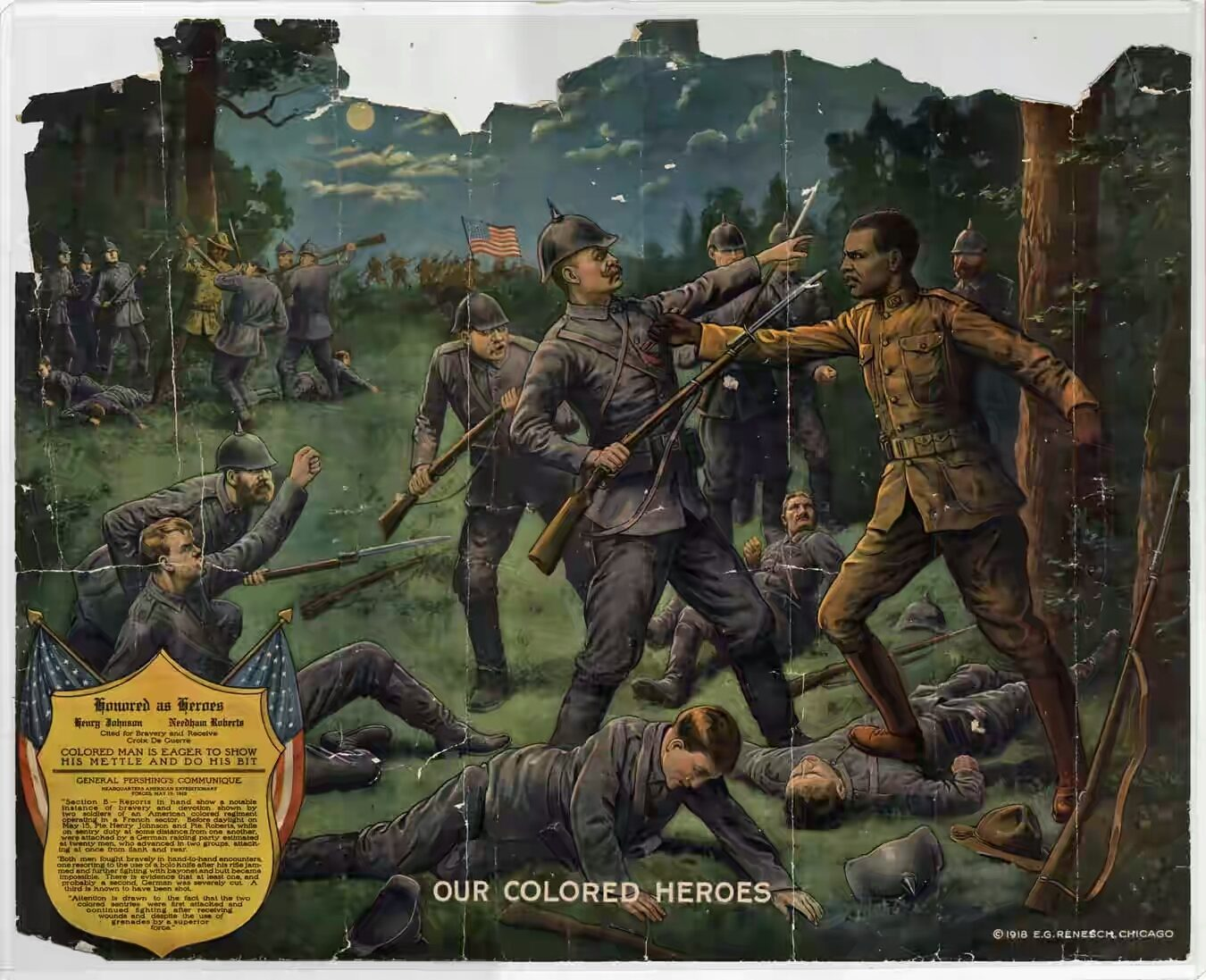
Una litografía de 1918 que dramatiza las acciones de Johnson en la guerra.

El ejército francés y sus ciudadanos no tenían ese problema y estaban felices por aceptar a los refuerzos. Entre los primeros regimientos en llegar a Francia, y entre los más decorados cuando regresó, se encontraba la 369.ª Infantería (anteriormente el 15.º Regimiento de la Guardia de Nueva York), que más tarde se hizo famosa como los "Harlem Hellfighters" (Luchadores infernales de Harlem). El 369.º era un regimiento completamente negro bajo el mando de oficiales en su mayoría blancos, incluido su comandante, el coronel William Hayward. La idea de un regimiento negro de la Guardia Nacional de Nueva York fue presentada por primera vez por Charles W. Fillmore, un neoyorquino negro. El gobernador Charles Seymour Whitman, inspirado por la demostración valiente de la décima caballería negra en México, finalmente autorizó el proyecto. Él nombró al coronel William Hayward para llevar a cabo la tarea de organizar la unidad, y Hayward le dio a Fillmore una comisión como capitán en el 15.º Regimiento de Infantería de la Guardia Nacional de Nueva York. El 15.º Regimiento de Infantería de Nueva York se convirtió en el 369.º Regimiento de Infantería de los Estados Unidos antes de combatir en Francia.
El 369.º tuvo una salida difícil de los Estados Unidos, haciendo tres intentos durante un período de meses para navegar hacia Francia antes de finalmente perder de vista la tierra. Incluso entonces, su transporte, que se había detenido y anclado debido a una repentina tormenta de nieve que surgió antes de que pudieran salir del puerto, fue golpeado por otro barco debido a la poca visibilidad. El capitán del transporte quería regresar, para consternación de sus pasajeros. Los miembros, ahora enojados e impacientes, de la 369.ª liderados por el coronel Hayward, tuvo una visión muy tenue de cualquier retraso adicional. Como el daño al barco estaba muy por encima de la línea de flotación, el capitán del barco admitió que no había peligro de hundirse. Luego, Hayward informó al capitán que no veía ninguna razón para regresar, excepto la cobardía. Los hombres del coronel Hayward repararon el daño ellos mismos y la nave siguió navegando, maltratada pero sin desanimarse. De acuerdo con las notas del coronel Hayward, "desembarcaron en Brest" el 27 de diciembre de 1917. Se desenvolvieron bien una vez que llegaron a Francia; sin embargo, pasó poco tiempo antes de que vieran el combate.
El ejército francés asignó el regimiento de Johnson al puesto avanzado 20 en el borde del bosque de Argonne en la región francesa de Champaña y los equipó con fusiles y cascos franceses. Mientras estaba en observación después del servicio la noche del 14 de mayo de 1918, el soldado Johnson fue atacado por un gran grupo de asalto alemán, que pudo haber contado con hasta 24 soldados alemanes. Johnson mostró un heroísmo poco común al usar granadas, la culata de su fusil, un cuchillo bolo y sus puños, con lo que pudo repeler a los alemanes, rescatar a Needham Roberts de la captura y salvar las vidas de sus compañeros soldados. Johnson sufrió 21 heridas durante esta terrible experiencia.  Este acto de valor le valió el apodo de "Muerte negra" como un signo de respeto por su destreza en el combate.
La historia de las hazañas de Johnson llamó la atención nacional en un artículo de Irvin S. Cobb titulado "Young Black Joe" publicado en el Saturday Evening Post de 24 de agosto de 1918.
Al volver a casa, el ahora sargento Johnson participó (con su regimiento) en un desfile de la victoria en la Quinta Avenida en la ciudad de Nueva York en febrero de 1919. Luego se le pagó al sargento Johnson por participar en una serie de giras de conferencias. Apareció una noche en St. Louis y, en lugar de entregar la esperada historia de armonía racial en las trincheras, reveló el abuso que los soldados negros habían sufrido, como que los soldados blancos se negaron a compartir trincheras con los negros. Poco después de esto se emitió una orden de arresto de Johnson por usar su uniforme más allá de la fecha prescrita y los compromisos para conferencias pagas acabaron.

## Premios militares
El gobierno francés otorgó a Johnson la Croix de Guerre con una mención especial y una palma dorada. Este era el reconocimiento más alto que Francia entregaba por heroísmo en batalla y fue el primer estadounidense en recibirlo.

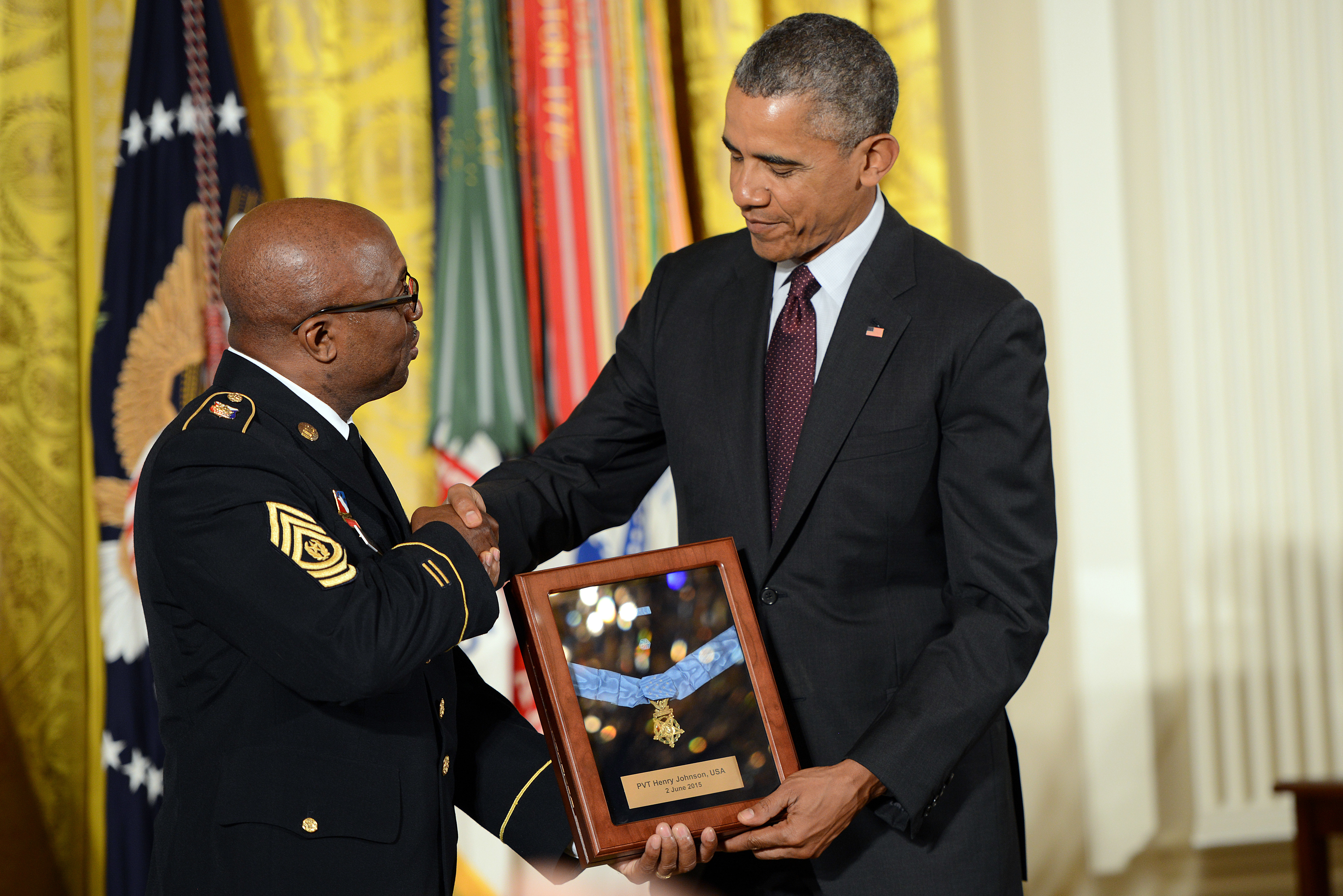
El sargento mayor de la Guardia Nacional del Ejército de Nueva York acepta la Medalla de Honor en nombre de Johnson.

En junio de 1996, el presidente Bill Clinton le otorgó póstumamente el Corazón Púrpura. En febrero de 2003, la Cruz del Servicio Distinguido, el segundo premio más alto del Ejército, fue presentada a Herman A. Johnson, uno de los aviadores de Tuskegee, en nombre de su padre. John Howe, un veterano de la guerra de Vietnam que había hecho una campaña incansable por el reconocimiento de Johnson, y el mayor general del ejército estadounidense Nathaniel James, presidente de la 369.ª Asociación de Veteranos, estuvieron presentes en la ceremonia en Albany.
El 14 de mayo de 2015, la Casa Blanca anunció que el sargento Johnson recibiría la Medalla de Honor a título póstumo, presentada por el presidente Barack Obama. En la ceremonia del 2 de junio, el sargento mayor Louis Wilson recibió la medalla en representación de Johnson, pues este no tenía parientes vivos. Obama dijo: "Lo menos que podemos hacer es decir: 'Sabemos quién es usted, sabemos lo que hizo por nosotros. Estamos por siempre agradecidos '" 